# 南津渡
南津渡曾是位于中国重庆市合川区的一条轮渡线，又称乌木滩渡，后也称鸭嘴车渡，北接合阳城乌木滩渡口，南接南津街南津渡口，设于原渝南公路92公里至93公里处跨涪江运行，全线520米，曾是通过船夫划船的人渡，解放后开始车渡，现时已废止，曾构成“合川八景”之一的“涪江晚渡”之景。

## 基本情况
南津渡北岸乌木滩属于险滩，卵礁石河床，槽深0.8米，宽15米，弯曲半径230米，该处北岸是一个200多米长的平坦河坝，但枯水期河床变化会导致船只搁浅，而洪水后淤积泥沙达1米厚，不适应中水位渡运工作，后中水位渡运改至现钓鱼城街道鸭嘴渡口过河，即涪江水位4米以下或15米以上于乌木滩航行，4至15米间于鸭嘴渡口航行。其中乌木滩渡口曾实行钟摆渡，即用两根缆索系定渡船，操纵其来回摆动靠岸渡人渡车，当时由人工在码头搬动绞盘，收短一根船绳使得船头上翘，与河床产生15至25度夹角，此时船受冲力自动向对岸行进，到达时松绞盘，使另一船头上翘船即到岸。

## 历史沿革
南津渡最早可追溯至清朝，自合阳城建设起即设立，是合川重要过江通道，清代合川诗人张乃孚曾评价此渡景色“绿播风细细，白石水粼粼”；光绪14年前南津渡为义渡，后改为小船运营，常勒索旅客；光绪17年，合州知州设局管理南津渡，恢复义渡。
民国13年，川军陈书农师师部驻合川，征用渡船，架设浮桥；民国20年，驻军撤走，因无人打理，渡船最后仅剩14只；民国29年，原义渡会苏汉臣整理田产重新恢复义渡。
解放后，1951年，义渡归南津镇公所管理，1953年起由合川市渡口管理委员会管理，卖票收费以维持运营，后分别转国营合川县运输公司一站驳渡队、城关搬运站驳渡队、城关渡口管理委员会、合川县管理所、四川省交通厅公路局南充养护四总段、四川省江津专区养路段等管理。
1956年起北岸渡口中水位时期改至鸭嘴渡口，全线1500米，后又于乌木滩渡口与南津街渡口间设浮桥渡河，通行效率明显提升。1958年10月至1961年12月，南津渡曾通宵运营。
1971年，合川区涪江一桥建成通车，南津渡随即废止。
2020年9月10日至2021年3月30日期间，因合阳嘉陵江大桥全封闭维修，城区交通阻塞，合川区在城北管驿门渡口（位于鸭嘴渡口稍北）和城南华帝王朝停靠点（位于原南津渡口稍东）开通过临时的轮渡，基本复制了原南津渡的路线，轮渡每日从07:00到19:00开行，在早中晚高峰执行半小时一班，其余时间段一小时一班。

## 交通流量
南津渡曾统计日渡千人，1956年统计时，年总渡运量3824977人次，日均10625人次。